# Aequidens epae
Aequidens epae är en fiskart som beskrevs av Kullander, 1995. Aequidens epae ingår i släktet Aequidens och familjen Cichlidae. Inga underarter finns listade i Catalogue of Life.